# إبراهيم خليل العلاف
إبراهيم خليل أحمد العلاف (وُلد في 25 ديسمبر 1945) هو كاتب ومؤرخ وأستاذ جامعي في جامعة الموصل متخصص بالتاريخ العربي الحديث والمعاصر.

## ولادته ودراسته
ولد العلاف في 25 ديسمبر/كانون الأول 1945 في مدينة الموصل، ونشأ في محلة رأس الكور، ودخل الكتّاب وتعلم القرآن وبعد إتمام دراسته الابتدائية والإعدادية في الموصل، التحق بكلية التربية في جامعة بغداد عام 1964، ثم أكمل دراسته العليا في كلية الآداب في جامعة بغداد، حيث حصل على شهادة ماجستير عام 1975، وكانت رسالته الماجستير تحت عنوان «ولاية الموصل: دراسة في تطوراتها السياسية 1908-1922»، ومن ثم حصل على شهادة الدكتوراه عام 1980 من جامعة الموصل، وكانت أطروحته للدكتوراه بعنوان «تطور السياسة التعليمية في العراق 1914-1932».

## أعماله الاكاديمية
في بداية عمله عيّن في 15 أيلول 1975 مدرساً في كلية الآداب في جامعة الموصل، وشغل منصب مقرر قسـم التاريخ فيها لسنوات ثم نقل إلى كلية التربية بجامعة الموصل ليعين رئيساً لقسم التاريخ فيها بين سنتي 1980 و 1995، ولقد نال لقب الأستاذية منذ 17 تشرين الأول/ أكتوبر 1991.
أسهم في تأسيس مركز الدراسات الإقليمية (التركية) في جامعة الموصل عام 1985 وهو المدير الحالي للمركز. وأشرف على قرابة ( 30 ) رسالة ماجستير وأطروحة دكتوراه، كما ناقش المئات منها وفي مختلف أقسام التاريخ في الجامعات العراقية.
لهُ العديد من المؤلفات طبع منها 40 كتابا منشورا، وأكثر من 700 مقالة، ودراسة، وبحث. ومن أهمها:
- تاريخ الوطن العربي في العهد العثماني (1981)
- نشاة الصحافة العربية في الموصل (1982)
- تطور التعليم الوطني في العراق (1982)
- تاريخ الفكر القومي العربي (2001)
- تاريخ العراق المعاصر (1989)
- مشكلة المياه والموارد المائية في الشرق الأوسط (2005)
- خارطة التوجهات الإسلامية في تركيا المعاصرة (2005).[5]
- خمسون عاما من تاريخ جامعة الموصل 1967-2017. الموصل، طبع عام 2018.
- المفصل في تاريخ العراق المعاصر، طبع عام 2002 بالاشتراك مع آخرين.
- مؤرخو المدن العراقية (2020).[6]

## الأوسمة التي منحت له
منح الاستاذ إبراهيم العلاف وسام المؤرخ العربي من اتحاد المؤرخين العرب في عام 1986 تقديرا لجهوده في خدمة التاريخ العربي والإنساني. كما حصل على أكثر من جائزة تكريمية، وشهادة تقديرية من جهات عديدة لجهوده في النشر العلمي وخدمة الوطن في مجـال التاريخ. وكرم من قبل الجمعية الدولية للمترجمين واللغويين العرب ضمن العلماء الاعلام وذلك في الأول من كانون الثاني 2007 تقديرا لجهودهِ في خدمة حركة الثقافة العربية

## وصلات خارجية
- إبراهيم خليل العلاف على موقع أرشيف الشارخ.
- مدونة الدكتور إبراهيم العلاف